# Люжон
Люжон (Lu) — одиниця вимірювання водопроникності ґрунту. Одиниця розроблена для кількісної оцінки водопроникності порід і гідравлічної провідності, викликаної тріщинами; вона названа на честь  Моріса Люжона, швейцарського геолога, який вперше сформулював метод у 1933 році. Конкретніше, тест Люжона використовується для вимірювання кількості води, що впорскується в сегменті свердловини при постійному тиску; одиниця визначається як втрата води в літрах за хвилину на метр свердловини під надлишковим тиском 1 МПа. Хоча тест Люжона може служити і для інших цілей, його головна мета — визначити коефіцієнт Люжона, який за визначенням є поглинанням води, що вимірюється у літрах на метр в хвилину при тиску 10 кг/см² (1 МН/м²).